# Úsudek
Úsudek je logické spojení vět (výroků), nazývaných premisy čili předpoklady, kde navazující poslední věta (závěr) vyplývá z těchto premis. V matematické logice se používá termín odvozování. 

## Pravdivost úsudku
Úsudek je pravdivý, pokud je správně vyvozen z pravdivých premis. Naopak, je-li úsudek nesprávný nebo alespoň jedna premisa nepravdivá, pak je úsudek nepravdivý.

## Druhy úsudku
Úsudky se dělí na induktivní, které směřují od zvláštních případů k obecné poučce, a deduktivní, směřující od obecného ke zvláštnímu, úsudek z analogie směřuje od zvláštního k zvláštnímu.